# Chamillionaire
Chamillionaire, nacido como Hakeem Seriki (Houston, Texas, 28 de noviembre de 1979) es un rapero estadounidense, también conocido como The Mixtape Messiah, Color Changin Lizard, The Truth From Texas y King Koopa. Seriki es popular por su habilidad para cambiar el tiempo y el ritmo de su rapeo en una canción, por su voz y por su velocidad rapeando. En esos aspectos, ha sido comparado con Twista y Bone Thugs-N-Harmony. Está considerado por muchos admiradores del hip hop como uno de los MC más talentosos del Sur, y ha declarado públicamente que su intención es demostrar que el Sur puede producir letristas de calidad. Él también escribe coros y generalmente canta y armoniza (doblando su propia voz) los coros de sus canciones. En 2005, Chamillionaire firmó un contrato con Universal Records, lanzando sus álbumes a través de Universal Motown Records Group.

## Carrera

### 2005-2006: Universal Records yThe Sound of Revenge
Su primer álbum en solitario fue The Sound of Revenge, lanzado en noviembre de 2005. El primer sencillo fue "Turn It Up" con Lil Flip y producido por Scott Storch. El segundo sencillo fue "Ridin'" con Krayzie Bone de Bone Thugs-N-Harmony, con quien junto a Play-N-Skillz produjeron la canción (además de aparecer en el video). "Ridin" fue #1 de Billboard Hot 100 durante dos semanas. El álbum fue recientemente certificado platino por la RIAA y la versión chopped and screwed del álbum realizada por OG Ron C fue lanzada en febrero de 2006.
Chamillionaire está recibiendo llamadas de muchos artistas que quieren trabajar con él. Hasta ahora, ha realizado versos para el dúo Baby & Lil Wayne que sacará un álbum en poco tiempo titulado Like Father, Like Son, y también ha trabajado con Slick Rick, Ciara, Joe, Young Buck y el nuevo artista Jibbs. 
El siguiente sencillo es "Grown and Sexy" y el cuarto y último podría ser "Think I'm Crazy" en colaboración de su amiga la cantante de R&B Natalie.
Chamillionaire aparece en el nuevo sencillo de Ciara "Get Up", que se incluye en la banda sonora de la película Step Up. El rapero también aparece en el álbum de DJ Khaled con Slim Thug y Trina en el tema "Candy Paint", y en el sencillo de Frankie J "That Girl".

## Discografía
Solo
- The Sound of Revenge (2005)
- Ultimate Victory (2007)
- Venom (2010)
- The Mixtape messiah 1
- The Mixtape Messiah 2
- The Mixtape Messiah 3
- The Mixtape Messiah 4
- The Mixtape Messiah 5
- The Mixtape Messiah 6
- Hangin Wit Mr.Koopa
- Tipin Down (2005)
- Man On Fire
- The Mixtape Messiah 7 (2009)

Con Paul Wall
- Get Ya Mind Correct con Paul Wall (2002)
- Controversy Sells con Paul Wall (2005)

Con The Color Changin' Click
- Chamillitary con The Color Changin' Click (2005)
- The Army

Con Stat Quo
- Big Business

### Sencillos
| Año  | Canción | Posiciones en lista | Posiciones en lista | Posiciones en lista | Posiciones en lista | Posiciones en lista | Álbum                |
| Año  | Canción | US Hot 100          | US R&B/Hip-Hop      | US Rap              | Pop 100             | Hot Digital Songs   | Álbum                |
| ---- | --- | ------------------- | ------------------- | ------------------- | ------------------- | ------------------- | -------------------- |
| 2005 | "Turn It Up" (con Lil' Flip)                                                                                       | #41                 | #31                 | #9                  | #48                 | #60                 | The Sound of Revenge |
| 2005 | "Draped Up Remix" (Bun B con Lil' Keke, Aztek, Slim Thug, Chamillionaire, Paul Wall, Mike Jones, Lil' Flip & Z-Ro) | -                   | #45                 | -                   | -                   | -                   | Trill                |
| 2006 | "Ridin' Dirty " (con Krayzie Bone) [Platino]                                                                       | #1 (2 semanas)      | #7                  | #2                  | #3                  | #3                  | The Sound of Revenge |
| 2006 | "Grown And Sexy"                                                                                                   | -                   | -                   | 5                   | -                   | -                   | The Sound of Revenge |
| 2006 | "Get Up" (Ciara con Chamillionaire)                                                                                | #104                | #42                 | -                   | -                   | -                   | Step Up Soundtrack   |
| 2006 | "King Kong" (Jibbs con Chamillionaire)                                                                             | #62                 | #41                 | #22                 | -                   | -                   | Jibbs feat. Jibbs    |
| 2009 | "Creepin' (Solo)" (Ludacris con Chamillionaire)                                                                    | -                   | #65                 | -                   | -                   | -                   | Venom                |